# Monster (Paesi Bassi)
Monster è una località olandese situata nel comune di Westland, nella provincia dell'Olanda meridionale.
In precedenza la municipalità autonoma di Monster, che comprendeva anche i paesi di Poeldijk e Ter Heijde, aveva un totale di 20 269 abitanti (al 2001).
Nel gennaio 2004 confluì nel nuovo comune di Westland per fusione con i comuni di Naaldwijk, 's-Gravenzande, De Lier e Wateringen.